# Felipe Calderón y Roca
Felipe Calderón y Roca (ur. 4 kwietnia 1868, zm. 6 lipca 1908) – filipiński polityk, dziennikarz i prawnik.
Jego ojciec, José Calderón, był Hiszpanem. Urodził się w Santa Cruz de Malabon (dzisiejsza Tanza) w prowincji Cavite. Absolwent prestiżowego Ateneo w stołecznej Manili, studiował następnie prawo na Universidad de Santo Tomás. Związany z szeregiem filipińskich gazet i periodyków wychodzących w języku hiszpańskim, między innymi z "La Oceanía Española", "El Resumen", "La Opinión", "El Liberal" i "La Independencia". Poza zwyczajową praktyką prawniczą, zaangażował się w kształtowanie infrastruktury prawnej na ojczystym archipelagu, tak w sferze organizacyjnej jak i jako dydaktyk. Stał za powstaniem dwóch szkół prawa, Colegio de Abogados de Manila (1899) oraz Escuela de Derecho, prowadził w nich również wykłady.
Był jedną z istotnych postaci rewolucji filipińskiej (1896-1898). Uczestnik Kongresu w Malolos (1898), pamiętany nade wszystko jako osoba odpowiedzialna za ostateczną redakcję przyjętego tam tekstu pierwszej filipińskiej konstytucji (1899). W swojej wersji tego podstawowego aktu prawnego rodzącej się republiki wzorował się na ówczesnych ustawach zasadniczych Hiszpanii, Francji, Belgii, Gwatemali, Nikaragui, Brazylii oraz kilku innych republik latynoamerykańskich. W 1904, już w okresie okupacji amerykańskiej, wszedł w skład komisji mającej za zadanie opracowanie projekt nowego kodeksu karnego.
Autor szeregu publikacji książkowych, nade wszystko o tematyce prawniczej, historycznej i wspomnieniowej. Pozostawił po sobie chociażby Comentarios al código civil y penal, Génesis y desenvolvimiento de los juzgados de paz en Filipinas, El ABC del Ciudadano Filipino (1905) i, generalnie uznawaną za najważniejszą ze swoich prac Mis memorias sobre la revolución filipina (1907). Biograf, poświęcił w tym zakresie odrębne opracowania malarzowi Lorenzo Guerrero oraz propagandyście José Maríi Basie. Można w jego bogatym dorobku twórczym odszukać wszakże i artykuły na temat teatru tagalskiego (El teatro tagalo).
Inicjator utworzenia Asociación histórica de Filipinas (1905), jak również Samahan ng mga Mananagalog, zrzeszającego pisarzy języka tagalskiego (1904). Zmarł w Manili. Poczta filipińska upamiętniła go na znaczku pocztowym poświęconym proklamowaniu pierwszej republiki. Uhonorowano go także popiersiem w manilskiej Santa Anie.